# حارة بستان علي (صنعاء)
حارة بستان علي هي إحدى حارات حي التحرير بمديرية التحرير إحد مديريات العاصمة اليمنية صنعاء، بلغ تعداد سكانها 295 نسمة حسب تعداد اليمن لعام 2004.